# یورگن اسپارواسر
یورگن اسپارواسر (به آلمانی: Jürgen Sparwasser) بازیکن فوتبال و مهاجم اهل آلمان شرقی بود که از سال ۱۹۶۹ میلادی عضو تیم ملی فوتبال آلمان شرقی بوده‌است. وی در ۵۳ بازی ملی حضور داشته و در بازی‌های ملی‌اش ۱۵ گل به ثمر رساند. یورگن اسپارواسر آخرین بازی ملی خود را در سال ۱۹۷۷ میلادی انجام داد.